# Pierina Legnani
Pierina Legnani est une danseuse italienne née à Milan le 30 septembre 1863 et morte à Milan le 15 novembre 1930.

## Biographie
Après des études à la Scala de Milan, elle débute en 1888 une carrière internationale qui la conduit à Londres, Paris et Madrid. Première danseuse à la Scala en 1892, elle est engagée au Théâtre Mariinsky de Saint-Pétersbourg l'année suivante et danse dans de nombreux ballets de Marius Petipa jusqu'en 1901. Elle se retire ensuite dans sa ville natale.
Douée d'une technique prodigieuse, elle enchaîne 32 fouettés dans Le Lac des cygnes et se fait imiter par les danseuses russes. Elle est la première en Russie à porter le titre de prima ballerina assoluta.
Elle est probablement la seule danseuse qui, au XIXe siècle, fait le lien entre l'école italienne de Carlo Blasis et Enrico Cecchetti et l'école russe de Marius Petipa, pour aboutir à une fusion entre technicité et lyrisme.